# Karl Howell Behr

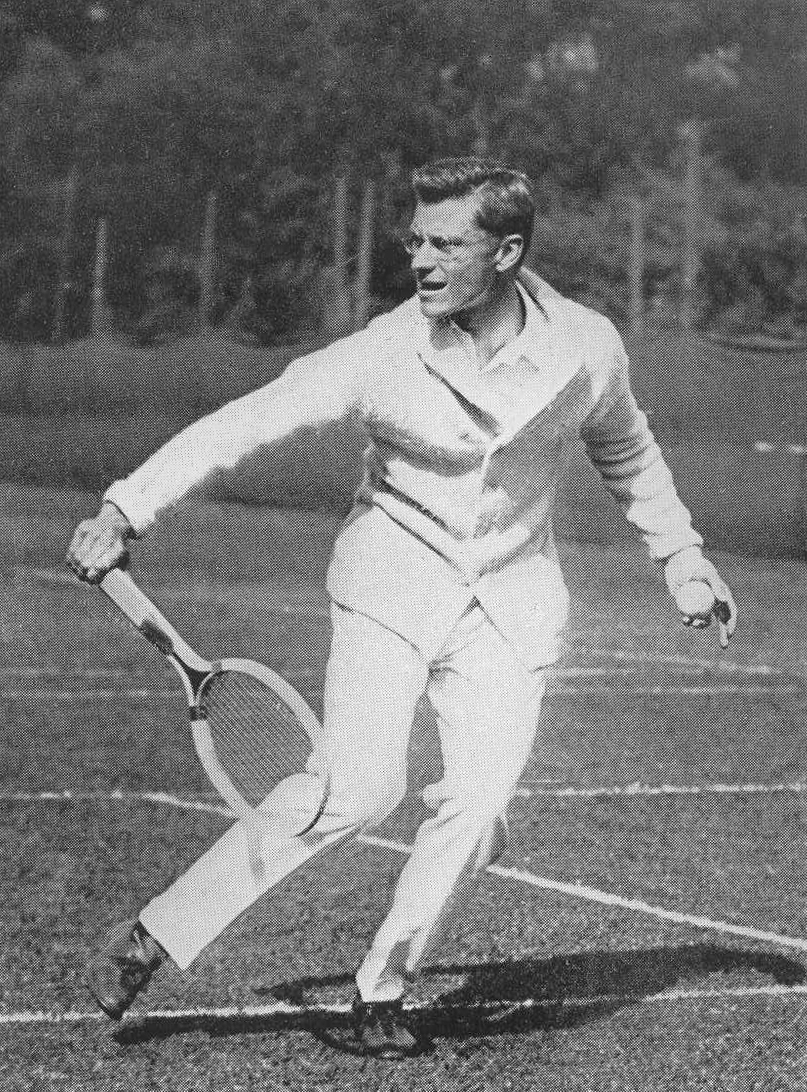
Karl Howell Behr, 1915

Karl Howell Behr (* 30. Mai 1885 in Brooklyn, New York; † 15. Oktober 1949 in Morristown, New Jersey) war ein US-amerikanischer Tennisspieler und Bankier sowie Überlebender des Untergangs der Titanic.

## Leben
Behr kam als Kind von Herman Behr und seiner Frau Grace (geb. Howell) zur Welt. Seine Geschwister waren Margaret, Gertrude, Herman Jr., Frederick und Max Behr, die alle den Geburtsnamen der Mutter als zweiten Vornamen (middle name) trugen.
Behr studierte an der Yale University. Im Intercollegiate Championship gewann er 1907 im Doppel. Außerdem stand er zusammen mit seinem Landsmann Beals Wright im Finale der Doppelkonkurrenz von Wimbledon 1907 gegen Norman Brookes und Tony Wilding. Sie verloren in drei Sätzen mit 4:6, 4:6 und 2:6.
1912 befand sich der 26-jährige Behr gerade auf einer Geschäftsreise in Europa, als er hörte, dass Helen Newsom, eine Freundin seiner Schwester, als Passagierin mit der Titanic in die USA zurückreisen wollte. Behr, der in Newsom verliebt war, hoffte so, ihr näher zu sein und buchte ab Cherbourg ebenfalls ein Ticket Erster Klasse. Entgegen den Wünschen von Sarah Beckwith, der Mutter der 19-jährigen Helen Newsom, setzte Karl Behr die Beziehung fort.
In der Nacht des Untergangs der Titanic, vom 14. auf den 15. April 1912, dirigierte Behr Helen, ihre Mutter, ihren Stiefvater Richard Beckwith wie auch ein befreundetes Ehepaar, Mr. und Mrs. Kimball aus Boston (Massachusetts) aufs Bootsdeck. Gemeinsam schaffte es die Gruppe in Rettungsboot Nr. 5, das als zweites, um 00.55 Uhr an der Steuerbordseite, zu Wasser gelassen wurde.
Während der Überfahrt nach New York City an Bord der Carpathia gründeten Behr und andere Fahrgäste der Ersten Klasse, darunter Margaret Brown und Frederic Seward, ein Komitee, um Captain Arthur Rostron von der Carpathia zu ehren. Rostron erhielt dabei einen Silberpokal, die übrigen 320 Mannschaftsmitglieder der Carpathia Medaillen.
Am 18. Juli 1912 traf er erstmals in einem Turnier in Boston auf Richard Williams, den er nach dem Untergang der Titanic auf der Carpathia kennengelernt hatte.
Am 1. März 1913, knapp ein Jahr nach dem Untergang, heirateten Karl Howell Behr und Helen Monypeny Newsom in der Church of the Transfiguration in New York. Das Ehepaar bekam vier Kinder, drei Söhne und eine Tochter:
- Karl Howell Behr, Jr. (* 1914; † 10. August 2002)
- Peter Howell Behr (* 24. Mai 1915; † 10. März 1997)
- James Howell Behr (* 16. Juli 1920; † 14. Juni 1976)
- Sally Howell Behr, später Mrs. Samuel Leonard Pettit (* 8. März 1928; † September 1995)

Karl Howell Behr wurde später Bankier und wurde früh Vizepräsident der Dillon, Read & Company. Auch war er in zahlreichen Aufsichtsräten tätig, darunter bei der Fisk Rubber Company, der Goodyear Tire and Rubber Company und der National Cash Register Company. Auch war er Direktor bei der Interchemical Corporation, der Behr-Manning Corporation of Troy, N.Y. und der Witherbee and Sherman Mining Company.
Karl Howell Behr verstarb 1949, im Alter von 64 Jahren, eines natürlichen Todes und wurde auf dem  Evergreen Cemetery  in Morristown beigesetzt. Behr wurde 1969 postum in die International Tennis Hall of Fame aufgenommen.
Helen Behr heiratete erneut; einen von Karls besten Freunden und Tennispartner, Dean Mathey. Sie starb 1965 im Alter von 73 Jahren in Princeton.